# Folkland

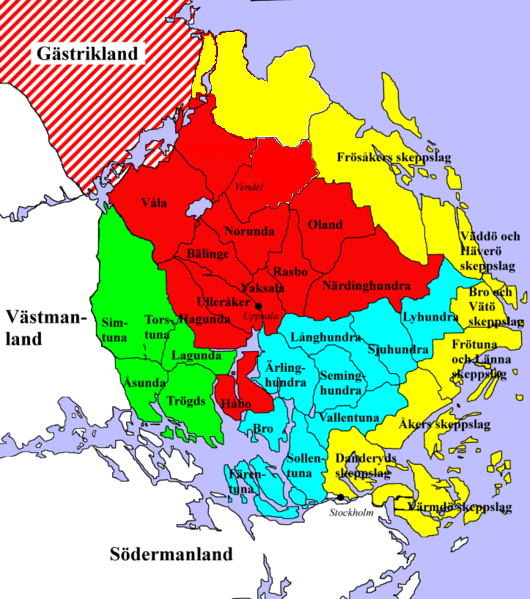
A Uplândia era formada por 3 folclândias:
Tiundalândia
Fiadrindalândia
Atundalândia

Folkland ou Folclândia (em latim: Folclandia), no início da Idade Média da Suécia, eram "províncias históricas antigas" que dividiam algumas províncias (landskap). O caso mais celebérrimo é o da Uplândia, resultado da posterior fusão das folklands de Atundalândia, Fiadrindalândia e Tiundalândia. É também o caso da Esmolândia (Verêndia, Moria, Finuídia, Asbolândia, Niudúngia, Quindia, Tiúscia, Tueta, Sevede, Handborda, Vedbo, Ídria e Vista), Helsíngia e as então danesas Halândia, Blecíngia e Condado de Bohus.